# Phalanta gabertii
Phalanta gabertii är en fjärilsart som beskrevs av Guérin 1829. Phalanta gabertii ingår i släktet Phalanta och familjen praktfjärilar. Inga underarter finns listade i Catalogue of Life.